# Amilton Manoel da Silva
Amilton Manoel da Silva CP (ur. 2 marca 1963 w Osvaldo Cruz) – brazylijski duchowny katolicki, pasjonista, biskup Guarapuavy od 2020.

## Życiorys
18 stycznia 1997 złożył śluby zakonne w Zgromadzeniu Męki Pańskiej. Święcenia kapłańskie przyjął 17 grudnia 2000. Pełnił różne funkcje, m.in. mistrza nowicjatu. W latach 2013–2016 był przełożonym jednej z brazylijskich prowincji pasjonistów. Następnie był proboszczem prowadzonej przez swój zakon parafii św. Pawła od Krzyża w São Paulo.
7 czerwca 2017 papież Franciszek mianował go biskupem pomocniczym archidiecezji Kurytyba oraz biskupem tytularnym Tusuros. Sakry udzielił mu 19 sierpnia 2017 arcybiskup José Antônio Peruzzo.
6 maja 2020 został mianowany biskupem ordynariuszem Guarapuavy.